# Lierskogen
Lierskogen este o localitate din comuna Lier, provincia Buskerud, Norvegia, cu o suprafață de 2,01 km² și o populație de 2.300 locuitori (2013).